# Roger Polman
Roger Polman (Heerlen, 28 december 1967) is een voormalig Nederlands profvoetballer die van 1988 tot 1998 uitkwam voor Roda JC, VVV en TOP Oss. 

## Loopbaan
Polman doorliep de jeugdopleiding van Roda JC en debuteerde daar op 12 februari 1989 in het eerste elftal als invaller voor Manuel Sánchez Torres tijdens een met 0-1 gewonnen uitwedstrijd bij BVV Den Bosch. Op de slotdag van het seizoen 1988/89 scoorde hij in een thuiswedstrijd tegen Feyenoord (3-2) zijn eerste twee competitiegoals. De daaropvolgende twee seizoenen werd Polman verhuurd aan eerstedivisionist VVV dat hem in 1991 definitief overnam van Roda JC. In totaal kwam de voorstopper, die ook als laatste man inzetbaar was, zeven seizoenen uit voor de Venlose club. In 1996 verkaste Polman samen met ploeggenoot Werner Smits naar TOP Oss. Daar sloot hij in 1998 ook zijn spelersloopbaan af.

## Statistieken
| Seizoen         | Club            | Competitie      | Competitie | Competitie | Beker | Beker | Overige | Overige | Totaal | Totaal |
| Seizoen         | Club            | Competitie      | Wed.       | Dlp.       | Wed.  | Dlp.  | Wed.    | Dlp.    | Wed.   | Dlp.   |
| --------------- | --------------- | --------------- | ---------- | ---------- | ----- | ----- | ------- | ------- | ------ | ------ |
| 1988/89         | Roda JC         | Eredivisie      | 3          | 2          | 0     | 0     | 0       | 0       | 3      | 2      |
| 1989/90         | → VVV           | Eerste divisie  | 32         | 4          | 2     | 1     | —       | —       | 34     | 5      |
| 1990/91         | → VVV           | Eerste divisie  | 25         | 2          | 1     | 0     | 6       | 0       | 32     | 2      |
| 1991/92         | VVV             | Eredivisie      | 28         | 0          | 3     | 0     | —       | —       | 31     | 0      |
| 1992/93         | VVV             | Eerste divisie  | 32         | 0          | 2     | 0     | —       | —       | 34     | 0      |
| 1993/94         | VVV             | Eredivisie      | 30         | 2          | 2     | 0     | 6       | 0       | 38     | 2      |
| 1994/95         | VVV             | Eerste divisie  | 26         | 0          | 4     | 0     | 3       | 0       | 33     | 0      |
| 1995/96         | VVV             | Eerste divisie  | 29         | 4          | 4     | 0     | 6       | 0       | 39     | 4      |
| 1996/97         | TOP Oss         | Eerste divisie  | 27         | 1          | ?     | 0     | —       | —       | ??     | 1      |
| 1997/98         | TOP Oss         | Eerste divisie  | 29         | 3          | ?     | 0     | —       | —       | ??     | 3      |
| Carrière totaal | Carrière totaal | Carrière totaal | 261        | 18         | ??    | 1     | 21      | 0       | ???    | 19     |